# Val Basento
La valle del Basento si trova in Basilicata e si estende nella parte centro-orientale della regione.
È una valle molto vasta e interessa numerosi popolosi comuni, nonché il capoluogo di regione. È suddivisa per il 30% nella provincia di Potenza mentre il restante 70% in quella di Matera.

## Flora e fauna
La valle è molto diversificata, queste differenze sono date sia dall'altimetria che dalle differenti intensità di precipitazioni.
Infatti mentre la parte più a nord ha una forte presenza di boschi e picchi anche di 1.500 m s.l.m. man mano che la valle digrada verso la Piana di Metaponto i boschi scarseggiano e vi è un'alternanza di macchia mediterranea, argille brulle e calanchi.

## Economia
La valle è a grande intensità industriale; infatti sono inquadrabili quattro importanti insediamenti industriali:
- Pisticci scalo
- Sito di Ferrandina-Salandra
- Bernalda zona P.I.P.
- Bernalda zona S.I.N. (La Filanda)

Questi sono avvenuti alla fine degli anni '80 e tuttora vengono incentivati con l'apertura di nuove aziende. La produzione di queste va dalla plastica, alle calzature, dal materiale tessile, agli infissi e infine a materiali e parti di automobili.

### Agricoltura
Molto intensiva soprattutto per lo sfruttamento dell'acqua del fiume Basento, infatti vi è una fiorente produzione di alberi da frutto.